# Fernando Ugarte
Fernando Ugarte (* 11. Januar 1983) ist ein mexikanischer Eishockeyspieler und -trainer, der seit 2013 erneut beim mexikanischen Verein San Jeronimo unter Vertrag steht.

## Karriere
Fernando Ugarte begann seine Karriere als Eishockeyspieler bei San Jeronimo. Als 2010 die semi-professionelle Liga Mexicana Élite gegründet wurde, wechselte er zu den Teotihuacan Priests, einem der vier Gründungsclubs der Liga, mit dem er auf Anhieb mexikanischer Meister wurde. 2013 kehrte er zu San Jeronimo zurück.

### International
Im Junioren-Bereich spielte Ugarte mit der mexikanischen U-20-Auswahl bei den Weltmeisterschaften der Division III 2001 und 2002 sowie der Division II 2003.
Mit der Herren-Nationalmannschaft nahm Ugarte an den Weltmeisterschaften der Division II 2003, 2006, 2007, 2008, 2009, 2010, 2011, als er als bester Spieler seiner Mannschaft ausgezeichnet wurde, 2012, 2013, 2014, 2015, 2016 und 2017 sowie der Division III 2004 und 2005 teil. 2002 spielte er mit der mexikanischen Mannschaft beim Qualifikationsturnier für die Division II. Seit 2010 ist er Kapitän der mexikanischen Nationalmannschaft.
Zudem stand er bei den Olympiaqualifikationen für die Spiele in Vancouver 2010, in Sotschi 2014 und in Pyeangchang 2018, bei denen die mexikanische Mannschaft aber jeweils bereits in der Vorqualifikation ausschied, und beim Pan-amerikanischen Eishockeyturnier 2014, bei dem er mit seinem Team den zweiten Rang belegte, auf dem Eis.
Bei der Frauenweltmeisterschaft 2014 betreute er als Assistenzcoach die mexikanischen Frauen. Drei Jahre später war er Assistenzcoach des mexikanischen Nachwuchses bei der U20-Weltmeisterschaft der Division II.

## Erfolge und Auszeichnungen
- 2002 Aufstieg in die Division II bei der U-20-Weltmeisterschaft der Division III
- 2005 Aufstieg in die Division II bei der Weltmeisterschaft der Division III
- 2011 Mexikanischer Meister mit den Teotihuacan Priests